# Todd Platts
Todd Russell Platts (York, 5 marzo 1962) è un politico e avvocato statunitense, membro della Camera dei Rappresentanti per lo stato della Pennsylvania dal 2001 al 2013.

## Biografia
Subito dopo la laurea in legge, Platts entrò in politica con il Partito Repubblicano e venne eletto all'interno della legislatura statale della Pennsylvania.
Nel 2000 venne eletto deputato alla Camera dei Rappresentanti e gli elettori lo riconfermarono altre cinque volte negli anni successivi, finché nel 2012 annunciò il suo ritiro.
Durante la permanenza al Congresso, Platts mantenne una linea di voto abbastanza moderata; ad esempio, nonostante non fosse un sostenitore dei diritti gay, votò a favore del Matthew Shepard Act e dell'abolizione del Don't ask, don't tell.